# Stads TV Utrecht
Stads TV Utrecht is een lokale Utrechtse televisiezender van het omroepbedrijf RTV Utrecht. De zender biedt lokaal nieuws en informatie uit de stad Utrecht.
Sommige items van het programma UNieuws worden ook getoond door U Vandaag op Regio TV Utrecht.